# Hofburg
Hofburg (česky Dvorní hrad) je hrad, respektive palácový komplex v centru Vídně, do roku 1918 rezidence habsburských a habsbursko-lotrinských panovníků. Od roku 1945 sídlo prezidenta Rakouské republiky, ale také Rakouské národní knihovny a několika muzeí. Komplex Hofburgu zahrnuje 16 křídel se 17 dvory.

## Dějiny paláce
Počátky dějin paláce sahají do 13. století. V roce 1275 byl na místě dnešního Schweizerhofu postaven hrad s kaplí. Předpokládá se, že tento gotický hrad kastelového typu o čtyřech věžích dokončil po ukončení boje o dědictví Babenberků český král Přemysl Otakar II. Po roce 1278 se pevnost stává sídlem Habsburků. Tzv. Alte Burg dal v letech 1547–1552 v renesančním slohu přestavět Ferdinand I. Tehdy bylo pro budoucího Maxmiliána II. vybudováno náměstí pro rytířské turnaje, náměstí "In der Burg". Další přístavba, Stallburg (nejprve renesanční palác, později stáje), proběhla v letech 1558–1565, v roce 1611 byla dokončena stavba Amalienburgu (křídla pojmenovaného podle manželky Josefa I., která si tu po smrti svého manžela zřídila vdovské sídlo), potom v roce 1668 stavba Leopoldova traktu (Leopoldinischer Trakt), jenž je první světskou barokní stavbou ve Vídni. Většina habsburských vladařů v hradu a později zámku dávala vybudovat vlastní tajná schodiště a vchody, do dnešního dne se tak při rekonstrukcích objevilo 30 takových schodišť. Za Karla VI. vybudoval Johan Fischer z Erlachu dvorní knihovnu (1722–1726). Za Františka I. byl vybudován Theseův chrám ve Volksgarten, k desátému výročí bitvy u Lipska vznikla též nová hradní brána, směřující dnes do prostoru muzeí na Ringstrasse. 

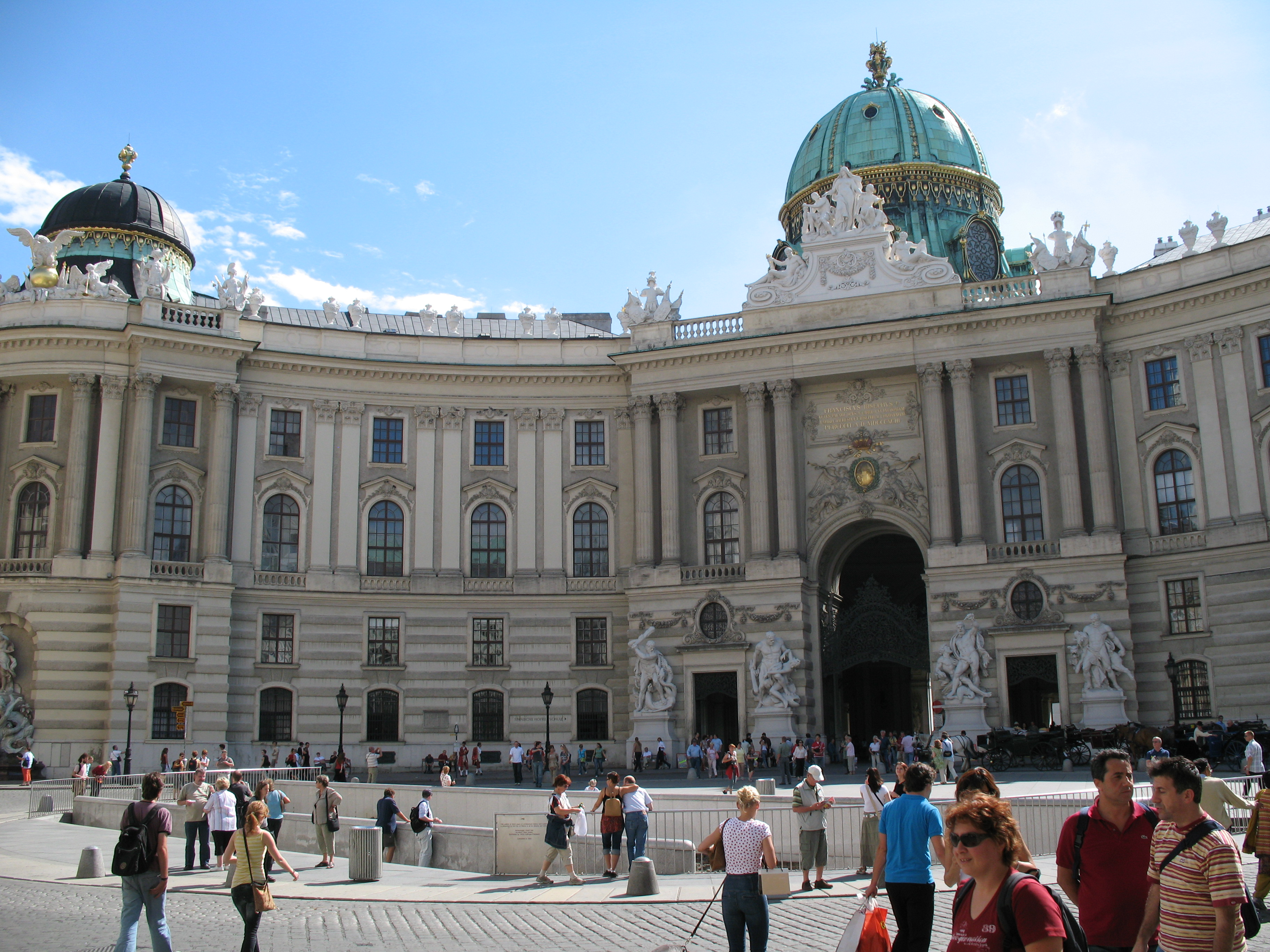
Michalský trakt od Michalského náměstí

Dnešní grandiózní vstup do Hofburgu, Michaelertrakt, dal postavit teprve František Josef I. v roce 1888, když bylo zbouráno původní divadlo, které zde stálo od roku 1751 a bylo otevřeno nové divadlo na Ringstrasse (Burgtheater). Vykopávky pod náměstím před tímto traktem tehdy odhalily základy středověkých domů a zbytky římského tábora. Nejvýraznějšího rozšíření se ale Hofburg za Františka Josefa I. dočkal díky výstavbě Neue Burgu. Ten byl zamýšlen jako dvě protilehlá křídla obklopující náměstí Heldenplatz a spojená s protilehlými muzei. Vzniknout tak mělo velkolepé císařské fórum (architektem byl nejprve Gottfired Semper, později Karl von Hasenauer a jeho žák Friedrich Ohmann). Východní novobarokní křídlo s prvky renesance bylo skutečně postaveno, po smrti Františka Josefa I. a po rozpadu Rakouska-Uherska již však myšlenka dostavby císařského fóra zapadla. U balkonu Neue Burgu Hitler vyhlásil v roce 1938 připojení Rakouska k Nacistickému Německu.
V letech 1438–1583 a 1612–1806 byl Hofburg současně residencí králů a císařů Svaté říše římské a posléze do roku 1918 residencí císaře rakouského. Také bývá nazýván jako zimní residence, zatímco zámek Schönbrunn byl tzv. letní residencí císaře. Jeho část je dnes sídlem úřadu rakouského spolkového prezidenta. V sálech bývalé Dvorní knihovny sídlí Rakouská národní knihovna. V prostorách Hofburgu se nachází zpřístupněná Císařská klenotnice.

## Objekty paláce

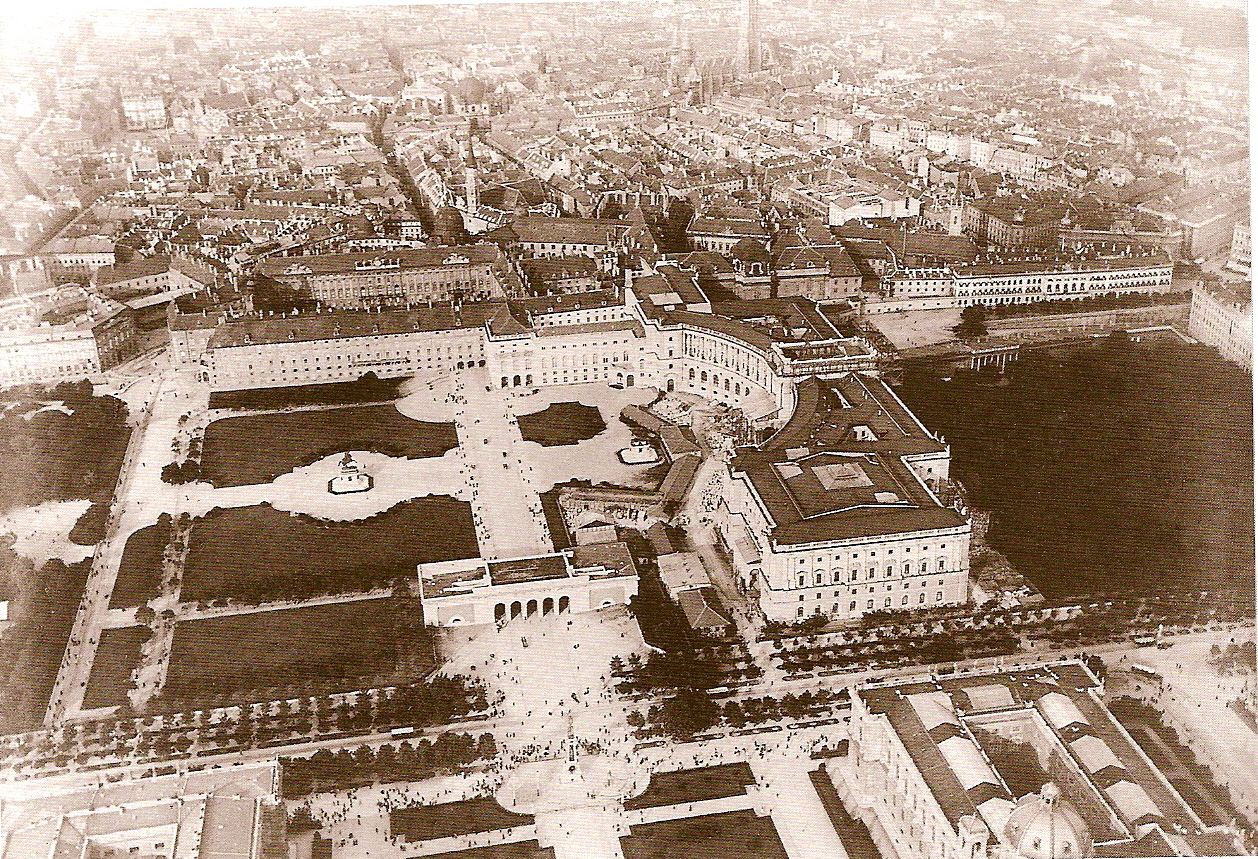
Letecký pohled na vídeňský Hofburg, okolo roku 1900

Palác se člení na řadu objektů (čísla odkazují k plánku):

1) Švýcarský trakt 2a) Augustiniánský kostel a 2b) klášter 3) Stallburg 4) Amalienburg 5) Leopoldinský trakt 6) Reduta 7) Zimní jízdárna 8) Národní (dvorská) knihovna 9) Augustiniánský trakt 10) Albrechtův palác 11) Říšské kancléřství 12) Trakt slavnostních sálů13) Michaelský trakt a věž 14) Nový zámek (Neue Burg) 15) Corps de Logis 16) Skleník (Palmenhaus) A) In der Burg B) Ballhausplatz C) Michaelerplatz D) Schweizerhof E) Josefsplatz F) Albertinaplatz G) Zahrada (Burggarten) H) Heldenplatz

- Švýcarské křídlo – Schweizertrakt s kaplí (Hofburgkapelle) (1)
- Stallburg (3)
- Amalienburg (4)
- Leopoldinské křídlo – Leopoldinischer Trakt (5)
- Křídlo říšského kancléřství – Reichskanzleitrakt (11)
- Dvorní knihovna – Hofbibliothek (8)
- Augustinské křídlo – Augustinertrakt (9)
- Křídlo redutového sálu – Redoutensaaltrakt (6)
- Michalské křídlo – Michaelertrakt (13)
- Náměstí hrdinů – Heldenplatz (H)
- Nový hrad a Corps de logis – Neue Burg a Corps de Logis (14 a 15)
- Křídlo slavnostního sálu – Festsaaltrakt (12)
- Hradní zahrady – Burggarten (G)

## Burgkapelle
Burgkapelle neboli Dvorní kaple se nachází ve dvoře nejstaršího Švýcarského křídla. Kaple byla postavena v roce 1296, o 150 let později za vlády Fridricha III. byla ale přestavěna. V interiéru kaple jsou ve výklencích s baldachýny a v klenbách gotické sochy. Na hlavním oltáři je bronzový kříž z roku 1720.

## Volksgarten
Volksgarten neboli Lidová zahrada byla prvním dvorním parkem ve Vídni, otevřena byla v roce 1823. Vznikla na místě zbořených městských hradeb. V zahradě stojí Theseův chrám (dostavěn 1823 Peterem von Nobile). Původně v něm stála socha řeckého boha od Canovy, která je dnes na schodišti Uměleckohistorického muzea. V zahradě je též pomník Franze Grillparzera a fontána, která připomíná zavraždění císařovny Alžběty.

## Burggarten
Jižně, v těsné blízkosti Nového hradu (Neue Burg) naproti náměstí Heldenplatz je zámecká zahrada (Burggarten). Tato zahrada byla na rozdíl od Volksgarten vyhrazena pouze pro členy císařské rodiny. Od Nového hradu vede prostorná terasa. Palmový skleník, také známý jako Schmetterlingshaus (Motýlí dům), byl postaven Friedrichem Ohmannem jako poslední budova v Hofburgu ve stylu secese.
Součástí propojení mezi Palmovým skleníkem a Novým hradem byla knihovna. Její stavba byla odstraněna, aby dědic trůnu arcivévoda František Ferdinand měl volný výhled do zámecké zahrady, jak si přál. Zámecká zahrada byla zpřístupněna veřejnosti teprve v roce 1920. Po válce sem byl z náměstí Albertinaplatz přesunut památník W. A. Mozarta. Kromě něj jsou zde památník císaře Františka Štěpána I. a bronzová socha císaře Františka Josefa I.